# Канада на летних Олимпийских играх 1984
На Летних Олимпийских играх 1984 года Канаду представляло 408 спортсменов (257 мужчин и 151 женщины), выступивших в 23 видах спорта. Они завоевали 10 золотых, 18 серебряных и 16 бронзовых медалей, что вывело канадскую сборную на 6-е место в неофициальном командном зачёте.

## Медалисты
| Медаль  | Спортсмен                                                     | Вид спорта                  | Дисциплина                                  |
| ------- | ------------------------------------------------------------- | --------------------------- | ------------------------------------------- |
| Золото  | Ларри Кейн                                                    | Гребля на байдарках и каноэ | Мужчины, каноэ-одиночка, 500 м              |
| Золото  | Олвин Моррис Хью Фишер                                        | Гребля на байдарках и каноэ | Мужчины, байдарка-двойка, 1000 м            |
| Золото  | Сильвия Бернье                                                | Прыжки в воду               | Женщины, 3-метровый трамплин                |
| Золото  | Лори Фанг                                                     | Художественная гимнастика   | Женщины, личное первенство                  |
| Золото  | Команда                                                       | Академическая гребля        | Мужчины, восьмёрки распашные с рулевым      |
| Золото  | Линда Том                                                     | Стрельба                    | Женщины, пистолет, 25 м                     |
| Золото  | Алекс Бауман                                                  | Плавание                    | Мужчины, 200 м комплексным плаванием        |
| Золото  | Алекс Бауман                                                  | Плавание                    | Мужчины, 400 м комплексным плаванием        |
| Золото  | Виктор Дэвис                                                  | Плавание                    | Мужчины, 200 м брассом                      |
| Золото  | Анне Оттенбрите                                               | Плавание                    | Женщины, 200 м брассом                      |
| Серебро | Анджела Бейли Марита Пейн Анджелла Тэйлор-Иссаенко Франс Гаро | Лёгкая атлетика             | Женщины, эстафета 4×100 м                   |
| Серебро | Шарман Крукс Марита Пейн Джиллиан Ричардсон Молли Киллингбэк  | Лёгкая атлетика             | Женщины, эстафета 4×400 м                   |
| Серебро | Шон О’Салливан                                                | Бокс                        | Мужчины, до 71 кг                           |
| Серебро | Вилли де Вит                                                  | Бокс                        | Мужчины, до 71 кг                           |
| Серебро | Ларри Кейн                                                    | Гребля на байдарках и каноэ | Мужчины, каноэ-одиночка, 1000 м             |
| Серебро | Александра Барре Сью Холлоуэй                                 | Гребля на байдарках и каноэ | Женщины, байдарка-двойка, 500 м             |
| Серебро | Стив Бауэр                                                    | Велоспорт                   | Мужчины, групповая шоссейная гонка          |
| Серебро | Кёрт Харнет                                                   | Велоспорт                   | Мужчины, гит с места на 1000 м              |
| Серебро | Команда                                                       | Академическая гребля        | Женщины, четвёрки распашные с рулевой       |
| Серебро | Команда                                                       | Академическая гребля        | Женщины, двойки                             |
| Серебро | Терри МакЛафлин Эверт Бэстет                                  | Парусный спорт              | Класс «Летучий голландец»                   |
| Серебро | Виктор Дэвис                                                  | Плавание                    | Мужчины, 100 м брассом                      |
| Серебро | Анне Оттенбрите                                               | Плавание                    | Женщины, 100 м брассом                      |
| Серебро | Майк Вест Виктор Дэвис Том Понтинг Сэнди Госс                 | Плавание                    | Мужчины, комбинированная эстафета 4 x 100 м |
| Серебро | Шэрон Хэмбрук Келли Крычка                                    | Синхронное плавание         | Женщины, дуэт                               |
| Серебро | Кэролин Валдо                                                 | Синхронное плавание         | Женщины, соло                               |
| Серебро | Жак Демер                                                     | Тяжёлая атлетика            | Мужчины, до 75 кг                           |
| Серебро | Роберт Молле                                                  | Борьба                      | Мужчины,вольная борьба, свыше 100 кг        |
| Бронза  | Бен Джонсон                                                   | Лёгкая атлетика             | Мужчины, 100 м                              |
| Бронза  | Линн Вильямс                                                  | Лёгкая атлетика             | Женщины, 3000 м                             |
| Бронза  | Бен Джонсон Энтони Шарпе Дезай Вильямс Стерлинг Хиндс         | Лёгкая атлетика             | Мужчины, эстафета 4×100 м                   |
| Бронза  | Дейл Уолтерс                                                  | Бокс                        | Мужчины, до 54 кг                           |
| Бронза  | Олвин Моррис Хью Фишер                                        | Гребля на байдарках и каноэ | Мужчины, байдарка-двойка, 500 м             |
| Бронза  | Александра Барре Люси Гуэй Сью Холлоуэй Барбара Олмстед       | Гребля на байдарках и каноэ | Женщины, байдарка-четвёрка, 500 м           |
| Бронза  | Марк Бергер                                                   | Дзюдо                       | Мужчины, свыше 95 кг                        |
| Бронза  | Команда                                                       | Академическая гребля        | Женщины, двойки парные                      |
| Бронза  | Команда                                                       | Академическая гребля        | Мужчины, четвёрки парные                    |
| Бронза  | Роберт Миллс                                                  | Академическая гребля        | Мужчины, одиночки                           |
| Бронза  | Терри Нейлсен                                                 | Парусный спорт              | Класс «Финн»                                |
| Бронза  | Ханс Фо Джон Керр Стефен Калдер                               | Парусный спорт              | Класс «Солинг»                              |
| Бронза  | Майк Вест                                                     | Плавание                    | Мужчины, 100 м на спине                     |
| Бронза  | Камерон Хеннинг                                               | Плавание                    | Мужчины, 200 м на спине                     |
| Бронза  | Рима Абдо Анне Оттенбрите Мишель МакФерсон Памела Рай         | Плавание                    | Женщины, комбинированная эстафета 4 x 100 м |
| Бронза  | Кристофер Ринке                                               | Борьба                      | Мужчины,вольная борьба, до 82 кг            |

## Результаты соревнований

### Академическая гребля
В следующий раунд из каждого заезда проходили несколько лучших экипажей (в зависимости от дисциплины). В финал A выходили 6 сильнейших экипажей, ещё 6 экипажей, выбывших в полуфинале, распределяли места в малом финале B
Мужчины
| Соревнование | Спортсмены              | Предварительный заезд | Предварительный заезд | Предварительный заезд | Отборочный заезд | Отборочный заезд | Отборочный заезд | Полуфинал             | Полуфинал             | Полуфинал             | Финал                 | Финал                 | Итоговое место        |                       |
| Соревнование | Спортсмены              | Заезд                 | Время                 | Место                 | Заезд            | Время            | Место            | Заезд                 | Время                 | Место                 | Время                 | Место                 | Итоговое место        |                       |
| ------------ | ----------------------- | --------------------- | --------------------- | --------------------- | ---------------- | ---------------- | ---------------- | --------------------- | --------------------- | --------------------- | --------------------- | --------------------- | --------------------- | --------------------- |
| одиночки     | Роберт Миллс            | 2                     | 7:24,10               | 1 Q                   | не участвовал    | не участвовал    | не участвовал    | 1                     | 7:20,88               | 2 QA                  | Финал A               | Финал A               | 3                     |                       |
| одиночки     | Роберт Миллс            | 2                     | 7:24,10               | 1 Q                   | не участвовал    | не участвовал    | не участвовал    | 1                     | 7:20,88               | 2 QA                  | 7:10,38               | 3                     | 3                     |                       |
| двойки       | Джон Хулдинг Джим Релле | 1                     | 7:07,70               | 4                     | 1                | 7:09,92          | 4                | завершили выступление | завершили выступление | завершили выступление | завершили выступление | завершили выступление | завершили выступление | завершили выступление |